# Nothnegal
Nothnegal — мальдивская хэви-метал-группа из Мале, образованная в 2006 году гитаристами Хиларлом и Фуфу. За время своей карьеры группа выпустила один полноформатный альбом и два EP, а также гастролировала в более чем 30 странах мира. Звучание Nothnegal развивалось через череду стилей, от индастриал-метала до альтернативного рока.

## История
Группа Nothnegal была сформирована гитаристами Хиларлом и Фуфу в 2006 году.
Группа исследовала темы глобального потепления, сосредоточенные вокруг искусственного интеллекта. Их дебютный альбом Decadence рассказывает историю, которая происходит в будущем мире, который поглощается водой, контролируемой искусственным интеллектом. История представлена в текстах песен в формате сценария между отдельными песнями. Части истории связывают тексты песен вместе тематически.
Nothnegal были удостоены Национальной молодежной премии в родной стране группы. Президент Мальдив Мохаммед Вахид Хасан вручил Национальную молодежную премию 2012 года группе Nothnegal в категории Исполнительское искусство.

## Состав
Последний состав
- Аффан — ведущий вокал (2011—2021)
- Фуфу — ведущий вокал, соло-гитара (2006—2021)
- Хиларл — ритм-гитара (2006—2021)
- Бэттери — бас-гитара (2007—2021)
- Марко Снек — клавишные (2009—2021)
- Кевин Тэлли — ударные, перкуссия (2009—2021)

Бывшие участники
- Аво — соло-гитара (2008—2011)
- Шанун — клавишные (2006—2009)
- Марн — ударные, перкуссия (2006—2009)
- Вадде — соло-гитара (2006—2007)
- Хумаини — бас-гитара (2006—2007)

Сессионные/концертные участники
- Шахааим — бас-гитара (2006—2021)

## Дискография
- Antidote of Realism (EP, 2009)
- Decadence (LP, 2012)[11]
- Nothnegal (EP, 2013)

## Награды
| Год  | Номинированная работа | Награждение                   | Результат | ref    |
| ---- | --------------------- | ----------------------------- | --------- | ------ |
| 2012 | Nothnegal             | Maldives National Youth Award | Победа    | [ 10 ] |
| 2012 | Decadence             | Best Metal Newcomer           | Победа    | [ 12 ] |